# EDumbe
eDumbe (officieel eDumbe Local Municipality) is een gemeente in het Zuid-Afrikaanse district Zululand.
eDumbe ligt in de provincie KwaZoeloe-Natal en telt 82.053 inwoners.

## Hoofdplaatsen
Het nationaal instituut voor de statistiek, Stats SA, deelt sinds de census 2011 deze gemeente in in 41 zogenaamde hoofdplaatsen (main place):
Balmoral • Barofine • Bellemmerd • Bethane • Blinkwater • Diamant • Dordrecht • eDumbe • eDumbe NU • Eersteling • Frischgewaagd • Gontshi • Gunstelling • Helpmekaar A • Helpmekaar B • Holspruit A • Holspruit B • Kleinfontein • Klipspruit • Krommellenboog • KwaGedlase • Lujojwana • Mahloni • Mahlosani • Mielieplaat • Mqongwane • Msizini • Natal Spa • Noukloof A • Noukloof B • Noukraal • Opuzane • Paulpietersburg • Pivaanspoort • Riversdale • Schuzwekrans • Scottshill • Simdlangentsha • Tamboekiesdraai • Vlakplaas • Waterval.